# Skatelövs församling
Skatelövs församling är en församling i Skatelövs pastorat i Allbo-Sunnerbo kontrakt i Växjö stift och i Alvesta kommun i Kronobergs län. 
Sedan 1821 är Skatelövs kyrka församlingskyrka då Skatelövs gamla kyrka revs 1820.

## Administrativ historik
Församlingen har medeltida ursprung.
Församlingen bildade på medeltiden pastorat med Blädinge församling för att därefter till 1 maj 1893 vara moderförsamling i pastoratet Skatelöv, Västra Torsås och Härlunda. Därefter utgjorde församlingen under ett sekel eget pastorat. Från 1992 är den moderförsamling i pastoratet Skatelöv och Västra Torsås.

## Series Pastorum - Kyrkoherdar
| Namn                            | Verksam    | Namn                         | Verksam   |
| ------------------------------- | ---------- | ---------------------------- | --------- |
| 1. Ervastus                     | ca 1280-   | 20. Carl Magnus Agrell       | 1806-1840 |
| 2. Ingimarius                   | 1322       | 21. Johan Lorentz Wickelgren | 1842-1844 |
| 3. Ingimar                      | 1385       | 22. Peter Carl Pontén        | 1846-1857 |
| 4. Erik                         | 1392       | 23. Lars Georg Palmlund      | 1861-1885 |
| 5. Matthias                     | 1410       | 24. Johan Wirell             | 1888-1908 |
| 6. Johannes Petri               | 1460       | 25. Richard Jacobson         | 1909-1925 |
| 7. Erngisle                     | 1500-talet | 26. Waldemar Norlén          | 1926-1948 |
| 8. Peder Andreae                | 1555-1593  | 27. Gustaf Linder            | 1948-1967 |
| 9. Petrus Petri                 | 1598-1619  | 28. Berndt Jacobsson         | 1967-1982 |
| 10. Johannes Gudmudi Krokius    | 1624-1645  | 29. Erland Johansson         | 1982-2006 |
| 11. Ericus Johannis Krokius     | 1645-1673  | 30. Stefan Fredriksson       | 2007-2010 |
| 12. Nicolaus Magni Bagge        | 1674-1678  | 31. Tord Mårtensson          | 2010-2023 |
| 13. Abrahamus Jonae Lannerus    | 1678-1697  | 32. Joachim Franzén          | 2023-     |
| 14. Johannes Erlandi Colliander | 1698-1726  |                              |           |
| 15. Petrus Floderus             | 1726-1741  |                              |           |
| 16. Isaac Haquini Ternander     | 1742-1744  |                              |           |
| 17. Andreas Wiesel              | 1745-1779  |                              |           |
| 18. Jonas Harald Dyk            | 1780-1786  |                              |           |
| 19. Jonas Kjellgren             | 1786-1804  |                              |           |

## Organister och klockare
| Verksam   | Namn                   | Levnadstid | Övrigt                 |
| --------- | ---------------------- | ---------- | ---------------------- |
| 1703      | Johan                  |            | Organist.              |
| 1706      | Petter Malm            |            | Organist.              |
| 1738–1759 | Jonas Molin            |            | Organist.              |
| 1769–1785 | Magnus Magni           | 1742–      | Klockare.              |
| 1760–1808 | Gudmund Ströberg       | 1740–      | Organist.              |
| 1789–1808 | Carl Magni             | 1753–      | Klockare.              |
| 1843–1855 | Justus Albert Sundberg | 1818–      | Organist och klockare. |